# Fichtelbergschanzen
Die Fichtelbergschanzen in Oberwiesenthal bestehen aus mehreren Skisprungschanzen. Zur Anlage gehören drei kleinere Schanzen der Kategorie K 9, K 15, K 36, zwei mittlere Schanzen der Kategorie K 51, K 64 sowie eine Normalschanze der Kategorie K 95. Die Schanzen sind mit Matten belegt. Die Schanze ist Teil des Olympiastützpunktes Oberwiesenthal. Sie verfügt über eine Messanlage für die Kräfte beim Absprung.

## Geschichte

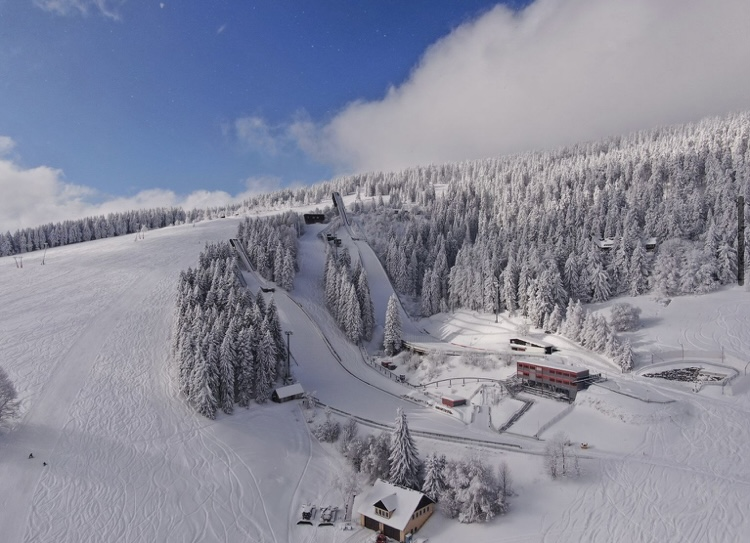
Fichtelbergschanzen im Winter

Die alte Fichtelbergschanze wurde im Januar 1938 nach zweijähriger Bauzeit eingeweiht und trug bis 1945 den Namen Martin-Mutschmann-Schanze. Damals war die Schanze eine der modernsten in Deutschland. Von 1972 bis 1974 entstand nach dem Abriss der alten Schanze eine neue Fichtelbergschanze mit Stahlturm. Der neue K-Punkt lag bei 90 Meter. Die Normalschanze wurde im Jahr 1991 ganz neu rekonstruiert, mit einer Glasspur und Matten ausgestattet. Zwischen 2000 und 2002 hat man das Profil der Anlage komplett rekonstruiert. Der neue K-Punkt liegt bei 95 Meter. Am 3. Oktober 2004 wurde die K 9-Mattenschanze für den Nachwuchs eingeweiht, so dass jetzt Schanzen mit den K-Punkten K 95, K 64, K 51, K 36, K 15 und K 9 bestehen.
Weil der Zustand der Großen Fichtelbergschanze in letzten Jahren immer schlechter wurde, hatte man Ende 2011 mit den Planungen für eine Modernisierung begonnen. 2013 wurden für 1,8 Millionen Euro die Anlaufkonstruktion erneuert, eine neue Anlaufspur eingebaut und eine Flutlichtanlage installiert. Die Umbauarbeiten begannen im Frühjahr 2013 und die Schanze wurde mit einem Sommer-Grand-Prix der Nordischen Kombination im August 2013 wieder eröffnet.

## Internationale Wettbewerbe

### Nordische Kombination
Genannt werden alle von der FIS organisierten Sprungwettbewerbe.
| Datum              | Kategorie       | Schanze                      | 1. Platz                                                              | 2. Platz                                                                        | 3. Platz                                                                        |
| ------------------ | --------------- | ---------------------------- | --------------------------------------------------------------------- | ------------------------------------------------------------------------------- | ------------------------------------------------------------------------------- |
| 29. Dezember 1983  | Weltcup         | Einzel K90/15 km             | Andreas Langer                                                        | Oleksandr Proswirnin                                                            | Uwe Dotzauer                                                                    |
| 29. Dezember 1984  | Weltcup         | Einzel K90/15 km             | Heiko Hunger                                                          | Uwe Dotzauer                                                                    | Oliver Warg                                                                     |
| 29. Dezember 1985  | Weltcup         | Einzel K90/15 km             | Thomas Müller                                                         | Uwe Dotzauer                                                                    | Hermann Weinbuch                                                                |
| 30. Dezember 1986  | Weltcup         | Einzel K90/15 km             | Hippolyt Kempf                                                        | Allar Levandi                                                                   | Jan Klimko                                                                      |
| 29. Dezember 1988  | Weltcup         | Einzel K90/15 km             | Knut Tore Apeland                                                     | Klaus Ofner                                                                     | František Repka                                                                 |
| 29. Dezember 1990  | Weltcup         | Einzel K90/15 km             | Klaus Sulzenbacher                                                    | Fred Børre Lundberg                                                             | Hippolyt Kempf                                                                  |
| 29. Dezember 1996  | Weltcup         | Sprint K90/7,5 km            | Mario Stecher                                                         | Bjarte Engen Vik                                                                | Todd Lodwick                                                                    |
| 29. Dezember 1997  | Weltcup         | Sprint                       | Hannu Manninen                                                        | Bjarte Engen Vik                                                                | Urs Kunz                                                                        |
| 29. Dezember 1998  | Weltcup         | Sprint                       | Hannu Manninen                                                        | Kenneth Braaten                                                                 | Samppa Lajunen                                                                  |
| 3. Januar 2000     | Weltcup         | Sprint                       | Samppa Lajunen                                                        | Bjarte Engen Vik                                                                | Jari Mantila                                                                    |
| 29. Dezember 2001  | Weltcup         | Sprint K95/7,5 km            | Felix Gottwald                                                        | Ronny Ackermann                                                                 | Mario Stecher                                                                   |
| 19. Januar 2003    | Weltcup-B       | Sprint K95/7,5 km            | Frédéric Baud                                                         | Andreas Hurschler                                                               | Stephan Münchmeyer                                                              |
| 13. August 2010    | Grand Prix      | Gundersen HS106/10 km        | Magnus Moan                                                           | Johannes Rydzek                                                                 | Eric Frenzel                                                                    |
| 14. August 2010    | Grand Prix      | Gundersen HS106/10 km        | Magnus Moan                                                           | Johannes Rydzek                                                                 | Miroslav Dvořák                                                                 |
| 27. August 2011    | Grand Prix      | Gundersen HS106/10 km        | Eric Frenzel                                                          | Björn Kircheisen                                                                | Johannes Rydzek                                                                 |
| 28. August 2011    | Grand Prix      | Penalty Race HS106/10 km     | Johannes Rydzek                                                       | Jan Schmid                                                                      | Bill Demong                                                                     |
| 1. Oktober 2011    | Alpencup        | Gundersen HS106/10 km        | Michael Schuller                                                      | Paweł Słowiok                                                                   | Mario Seidl                                                                     |
| 2. Oktober 2011    | Alpencup        | Gundersen HS106/5 km         | Phillipp Orter                                                        | Manuel Maierhofer                                                               | Mario Seidl                                                                     |
| 25. August 2012    | Grand Prix      | Team Sprint 2 × 7,5 km       | Frankreich IIFrançois Braud Jason Lamy Chappuis                       | Österreich ITomaž Druml Bernhard Gruber                                         | SlowenienGašper Berlot Marjan Jelenko                                           |
| 26. August 2012    | Grand Prix      | Gundersen HS106/10 km        | Bernhard Gruber                                                       | Miroslav Dvořák                                                                 | Gašper Berlot                                                                   |
| 24. August 2013    | Grand Prix      | Team Sprint 2 × 7,5 km       | Österreich IChristoph Bieler Bernhard Gruber                          | Japan IAkito Watabe Yūsuke Minato                                               | Deutschland IEric Frenzel Johannes Rydzek                                       |
| 25. August 2013    | Grand Prix      | Gundersen HS106/10 km        | Akito Watabe                                                          | Miroslav Dvořák                                                                 | Johannes Rydzek                                                                 |
| 28. September 2013 | Alpencup        | Gundersen HS106/10 km        | Terence Weber                                                         | Phillipp Ortner                                                                 | David Welde                                                                     |
| 29. September 2013 | Alpencup        | Gundersen HS106/5 km         | Jakob Lange                                                           | Terence Weber                                                                   | Philipp Kreuzer                                                                 |
| 23. August 2014    | Grand Prix      | Team Sprint 2 × 7,5 km       | Deutschland IEric Frenzel Johannes Rydzek                             | Österreich IChristoph Bieler Bernhard Gruber                                    | Deutschland IIBjörn Kircheisen Tino Edelmann                                    |
| 24. August 2014    | Grand Prix      | Gundersen HS106/10 km        | Johannes Rydzek                                                       | Eric Frenzel                                                                    | Björn Kircheisen                                                                |
| 17. Januar 2015    | Alpencup        | Gundersen HS106/10 km        | Phillip Mauersberger                                                  | Antoine Gérard                                                                  | Anton Schlütter                                                                 |
| 18. Januar 2015    | Alpencup        | Gundersen HS106/5 km         | Anton Schlütter                                                       | Thomas Wolfgang Jöbstl                                                          | Phillip Mauersberger                                                            |
| 29. August 2015    | Grand Prix      | Team Sprint 2 × 7,5 km       | Österreich IIHarald Lemmerer Bernhard Gruber                          | Österreich IDavid Pommer Mario Seidl                                            | Deutschland IIManuel Faißt Fabian Rießle                                        |
| 30. August 2015    | Grand Prix      | Gundersen HS106/10 km        | Eric Frenzel                                                          | Johannes Rydzek                                                                 | Fabian Rießle                                                                   |
| 16. Januar 2016    | Alpencup        | Gundersen HS106/10 km        | Anton Schlütter                                                       | Hans Neubert                                                                    | Laurent Muhlethaler                                                             |
| 17. Januar 2016    | Alpencup        | Gundersen HS106/5 km         | Stefan Hauser                                                         | Anton Schlütter                                                                 | Laurent Muhletaler                                                              |
| 27. August 2016    | Grand Prix      | Team Sprint HS106/2 × 7,5 km | Deutschland IBjörn Kircheisen Eric Frenzel                            | Norwegen IJan Schmid Magnus Moan                                                | Österreich IBernhard Gruber Philipp Orter                                       |
| 28. August 2016    | Grand Prix      | Gundersen HS106/10 km        | Jarl Magnus Riiber                                                    | Mario Seidl                                                                     | Björn Kircheisen                                                                |
| 19. August 2017    | Grand Prix      | Team Sprint HS106/2 × 7,5 km | Tschechien ITomáš Portyk Miroslav Dvořák                              | Deutschland IFabian Rießle Eric Frenzel                                         | Deutschland IIJakob Lange Vinzenz Geiger                                        |
| 20. August 2017    | Grand Prix      | Gundersen HS106/10 km        | Mario Seidl                                                           | Eric Frenzel                                                                    | Fabian Rießle                                                                   |
| 18. August 2018    | Grand Prix      | Gundersen HS106/5 km         | Stefanija Nadymowa                                                    | Tara Geraghty-Moats                                                             | Jenny Nowak                                                                     |
| 18. August 2018    | Grand Prix      | Team Sprint HS106/2 × 7,5 km | Österreich IFranz-Josef Rehrl Mario Seidl                             | Deutschland IIITerence Weber Manuel Faißt                                       | Deutschland IIVinzenz Geiger Johannes Rydzek                                    |
| 19. August 2018    | Grand Prix      | Gundersen HS106/5 km         | Tara Geraghty-Moats                                                   | Stefanija Nadymowa                                                              | Jenny Nowak                                                                     |
| 19. August 2018    | Grand Prix      | Gundersen HS106/10 km        | Johannes Rydzek                                                       | Mario Seidl                                                                     | Eric Frenzel                                                                    |
| 24. August 2019    | Grand Prix      | Mixed-Team                   | ItalienSamuel Costa Veronica Gianmoena Annika Sieff Alessandro Pittin | NorwegenMagnus Krog Gyda Westvold Hansen Marte Leinan Lund Harald Johnas Riiber | RusslandErnest Jachin Stefanija Nadymowa Anastassija Gontscharowa Witali Iwanow |
| 25. August 2019    | Grand Prix      | Gundersen HS106/10 km        | Akito Watabe                                                          | Franz-Josef Rehrl                                                               | Yoshito Watabe                                                                  |
| 25. August 2019    | Grand Prix      | Gundersen HS106/4,5 km       | Tara Geraghty-Moats                                                   | Stefanija Nadymowa                                                              | Jenny Nowak                                                                     |
| 11. Januar 2020    | Continental Cup | Gundersen HS105/10 km        | Harald Johnas Riiber                                                  | Simen Tiller                                                                    | Sindre Ure Søtvik                                                               |
| 12. Januar 2020    | Continental Cup | Gundersen HS105/10 km        | Harald Johnas Riiber                                                  | Paul Gerstgraser                                                                | Jakob Eiksund Sæthre                                                            |

### Spezialspringen
Genannt werden alle von der FIS organisierten Sprungwettbewerbe.
| Datum              | Kategorie       | Schanze | 1. Platz                                              | 2. Platz                                              | 3. Platz                                              |
| ------------------ | --------------- | ------- | ----------------------------------------------------- | ----------------------------------------------------- | ----------------------------------------------------- |
| 19. Januar 1986    | Weltcup         | K90     | Ernst Vettori Ulf Findeisen                           |                                                       | Ingo Lesser                                           |
| 14. Januar 1987    | Weltcup         | K90     | Ernst Vettori                                         | Hroar Stjernen                                        | Jiří Parma                                            |
| 9. Januar 1991     | Weltcup         | K90     | Wettkampf wegen starken Windes abgesagt               | Wettkampf wegen starken Windes abgesagt               | Wettkampf wegen starken Windes abgesagt               |
| 1. September 2007  | FIS-Cup         | HS106   | Thomas Thurnbichler                                   | Danny Queck                                           | Anders Johnson                                        |
| 2. September 2007  | FIS-Cup         | HS106   | Thomas Thurnbichler                                   | Andreas Strolz                                        | Rok Zima                                              |
| 12. Juli 2008      | FIS-Cup         | HS106   | Manuel Fettner                                        | Nicolas Fettner                                       | Nico Hermann                                          |
| 13. Juli 2008      | FIS-Cup         | HS106   | Nicolas Fettner                                       | Manuel Fettner                                        | Andreas Strolz                                        |
| 14. August 2009    | Continental Cup | HS106   | Anette Sagen                                          | Ulrike Gräßler                                        | Melanie Faißt                                         |
| 15. August 2009    | Continental Cup | HS106   | Ulrike Gräßler                                        | Ayumi Watase                                          | Line Jahr                                             |
| 15. August 2009    | FIS-Cup         | HS106   | Daniel Wenig                                          | Jonas Faller                                          | Thomas Lackner Kang Chil-gu Michael Glasder           |
| 16. August 2009    | FIS-Cup         | HS106   | Danny Queck                                           | Nico Hermann                                          | Anders Fannemel                                       |
| 20. August 2010    | Continental Cup | HS106   | Jacqueline Seifriedsberger                            | Coline Mattel                                         | Sarah Hendrickson                                     |
| 21. August 2010    | Continental Cup | HS106   | Jacqueline Seifriedsberger                            | Coline Mattel                                         | Yūki Itō                                              |
| 19. August 2011    | Continental Cup | HS106   | Jacqueline Seifriedsberger                            | Léa Lemare                                            | Daniela Iraschko                                      |
| 20. August 2011    | Continental Cup | HS106   | Daniela Iraschko                                      | Ema Klinec                                            | Coline Mattel                                         |
| 1. Oktober 2011    | Alpencup        | HS106   | Lukas Müller                                          | Niklas Wangler                                        | Christoph Stauder                                     |
| 2. Oktober 2011    | Alpencup        | HS106   | Andreas Wellinger                                     | Matic Benedik                                         | Ludwig Pohle                                          |
| 2. März 2013       | Continental Cup | HS106   | Ema Klinec                                            | Michaela Doleželová                                   | Juliane Seyfarth                                      |
| 3. März 2013       | Continental Cup | HS106   | Wettkampf wegen Problemen mit der Anlaufspur abgesagt | Wettkampf wegen Problemen mit der Anlaufspur abgesagt | Wettkampf wegen Problemen mit der Anlaufspur abgesagt |
| 27. September 2013 | Alpencup        | HS106   | Killian Peier                                         | Tim Fuchs                                             | Cene Prevc Anže Lanišek                               |
| 28. September 2013 | Alpencup        | HS106   | Anže Lanišek                                          | Tim Fuchs                                             | Cene Prevc                                            |
| 16. Januar 2015    | Alpencup        | HS106   | Elisabeth Raudaschl                                   | Henriette Kraus                                       | Pauline Heßler                                        |
| 16. Januar 2015    | Alpencup        | HS106   | Sebastian Bradatsch                                   | Cene Prevc                                            | Simon Greiderer                                       |
| 17. Januar 2015    | Alpencup        | HS106   | Pauline Heßler                                        | Henriette Kraus                                       | Agnes Reisch                                          |
| 17. Januar 2015    | Alpencup        | HS106   | Cene Prevc                                            | Sebastian Bradatsch                                   | Tim Fuchs                                             |
| 28. August 2015    | Continental Cup | HS106   | Ema Klinec                                            | Sara Takanashi                                        | Katharina Althaus                                     |
| 29. August 2015    | Continental Cup | HS106   | Sara Takanashi                                        | Ema Klinec                                            | Katharina Althaus                                     |
| 15. Januar 2016    | Alpencup        | HS106   | Pauline Heßler                                        | Agnes Reisch                                          | Claudia Purker                                        |
| 15. Januar 2016    | Alpencup        | HS106   | Jonathan Siegel                                       | Jan Kus                                               | Adrian Sell Clemens Leitner                           |
| 16. Januar 2016    | Alpencup        | HS106   | Agnes Reisch                                          | Pauline Heßler                                        | Claudia Purker                                        |
| 16. Januar 2016    | Alpencup        | HS106   | Paul Brasme                                           | Jan Kus                                               | Paul Winter                                           |
| 26. August 2016    | Continental Cup | HS106   | Lucile Morat                                          | Katharina Althaus                                     | Lara Malsiner                                         |
| 27. August 2016    | Continental Cup | HS106   | Lucile Morat                                          | Katharina Althaus                                     | Carina Vogt                                           |
| 18. August 2017    | Continental Cup | HS106   | Ramona Straub                                         | Kamila Karpiel                                        | Ren Mikase                                            |
| 19. August 2017    | Continental Cup | HS106   | Kamila Karpiel                                        | Ramona Straub                                         | Anna Schpynjowa                                       |
| 21. Dezember 2019  | FIS Cup         | HS105   | Selina Freitag                                        | Klára Ulrichová                                       | Kinga Rajda                                           |
| 21. Dezember 2019  | FIS Cup         | HS105   | Danil Sardejew                                        | Maximilian Steiner                                    | Stefan Rainer                                         |
| 22. Dezember 2019  | FIS Cup         | HS105   | Kinga Rajda                                           | Klára Ulrichová                                       | Selina Freitag                                        |
| 22. Dezember 2019  | FIS Cup         | HS105   | Tim Fuchs Jaka Hvala                                  | –                                                     | Maximilian Steiner                                    |